# 江学庆
江学庆（1964年3月31日—2020年3月1日），湖北武汉人。武汉市中心医院甲状腺乳腺外科党支部书记、主任、主任醫師，於2020年因感染2019冠状病毒病去世。他生前曾获荆楚楷模、武汉“五一劳动奖章”、武汉市卫生系统优秀共产党员、“白求恩式的好医生”等荣誉称号。

## 生平
江学庆1964年3月31日出生于湖北省武汉市。1986年7月从原同济医科大学（现华中科技大学同济医学院）临床医学专业毕业，后进入武汉市二医院（现武汉市中心医院）普外科工作。2005年，江学庆在美国贝勒医学院攻读博士后，主要从事肝癌、乳腺癌和卵巢癌的分子生物学研究。2007年回国，加入武汉市中心医院刚成立的甲状腺乳腺外科。2017年5月，江学庆耐心给患者讲病情的视频走红微博，获得了不少网友的点赞。2018年，他获得第11届中国医师奖。2020年，江学庆在抗击2019冠状病毒病疫情中染病，于3月1日凌晨5点32分在武汉市肺科医院去世，享年55岁。
2020年3月4日，中國国家卫生健康委、人力资源社会保障部、国家中医药管理局决定追授追授江学庆同志“全国卫生健康系统新冠肺炎疫情防控工作先进个人”称号。
2020年4月，湖北省人民政府评定江学庆等14名牺牲在新冠肺炎疫情防控一线的人员为首批烈士。

## 染病經歷
2019年12月30日，武汉市中心医院各科室微信群里收到转发自武汉市卫健委的信息：“请大家……不要随意对外发布关于不明原因肺炎的通知及相关信息……否则市卫健委将严肃查处。”
2020年1月上旬，江学庆戴口罩去开会，被武汉市中心医院批评。此后，该院多位医生都看到他没戴口罩。
1月3日晚，武汉市中心医院紧急召集各科室主任开会。会上强调要严明纪律，“讲政治、讲纪律、讲科学”，不造谣、不传谣，各单位看好自己的人，严明保密纪律，要求医务人员不得在公共场合透露涉密信息，也不得通过文字、图片等可能留存证据的方式谈论相关病情。网上流出了一张江学庆笔记本的截图，一条条记载着一段会议记录：“不明原因病毒性肺炎，没有人传人的证据，十条纪律规定，保密纪律，不准到处乱讲乱谈……”笔记所录就是1月3日的会议内容。
1月13日下午，江学庆被人看到在专家门诊，还没吃午饭，饭在旁边放着。他被病人围着，没戴口罩。
1月17日，江学庆发病，病情发展很快，在1月22日转入武汉市肺科医院治疗，因病情恶化，又在1月27日用上了体外膜肺氧合机（ECMO）。在使用ECMO的33天里，江学庆肺部的白色病变一直未好转，但生命体征都还平稳。
2月29日，江学庆的病情突然恶化，血压下降，出现多器官衰竭。
3月1日上午，武汉市中心医院发布通告称，该院甲状腺乳腺外科主任、主任医师、中国医师奖获得者江学庆， 在抗击新冠肺炎疫情工作中不幸染病，经全力抢救无效，于2020年3月1日凌晨5点32分在武汉市肺科医院去世，享年55岁。